# Adesmus pilatus
Espèce
Adesmus pilatus est une espèce de coléoptères de la famille des Cerambycidae. Elle a été décrite par Maria Galileo (d) et Ubirajara Martins (d) en 2005. 

## Répartition
Adesmus pilatus se rencontre au Costa Rica et au Panama.